# Morris Jacob Raphall
Morris Jacob Raphall, född 3 oktober 1798 i Stockholm, död 23 juni 1868 i New York, var en svensk-amerikansk rabbin, översättare och författare. Från 1849 var han bosatt i USA.
Morris Jacob Raphalls far var bankir hos den dåvarande kungen. Han flyttade vid nio års ålder till Köpenhamn, där han utbildades på en hebreiskspråkig skola. Han flyttade därefter till England, där han översatte och författade flera, ofta populärkulturella, verk.
År 1849 blev han rabbin i en judisk församling i New York.